# Monteton
Monteton är en kommun i departementet Lot-et-Garonne i regionen Nouvelle-Aquitaine i sydvästra Frankrike. Kommunen ligger i kantonen Seyches som tillhör arrondissementet Marmande. År 2022 hade Monteton 324 invånare.

## Befolkningsutveckling
Antalet invånare i kommunen Monteton
| Referens: INSEE |